# 戴家瑞
戴家瑞（1987年1月28日—）為台灣的排球運動員，目前效力於企業排球聯賽國訓中心隊，位置為攻擊手。曾入選中華臺北男子排球代表隊。

## 經歷
- 屏東縣潮州國中男子排球隊
- 新北市華僑高中男子排球隊
- 台北市台灣師大男子排球隊
- 企業排球聯賽台中銀行排球隊
- 企業排球聯賽MIZUNO排球隊
- 企業排球聯賽國訓中心排球隊
- 台南市曾文農工排球隊教練

## 外部連結
- 企業男女排球聯賽球員介紹-戴家瑞[永久]